# Killucan and Rathwire
Killucan y Rathwire son dos villas situadas en el condado de Westmeath, en Irlanda, que conforman a los efectos del censo una unidad estadística. Según el censo de 2016, tienen una población combinada de 1370 habitantes.
Están ubicadas en el centro del país, a poca distancia al este del río Shannon, y al oeste de Dublín.